# Harold Kitson
Harold Kitson (n. 17 iunie 1874, Richmond⁠(d), KwaZulu-Natal, Africa de Sud – d. 30 noiembrie 1951, Umkomaas, KwaZulu-Natal, Africa de Sud) a fost un jucător de tenis sud-african, medaliat olimpic. A participat la 2 ediții ale Jocurilor Olimpice (1908, 1912) în care a câștigat o medalie de argint.